# North Chicago
North Chicago ist eine Stadt (mit dem Status „City“) im Lake County im US-amerikanischen Bundesstaat Illinois. Das U.S. Census Bureau hat bei der Volkszählung 2020 eine Einwohnerzahl von 30.759 ermittelt.
North Chicago ist Bestandteil der Metropolregion Chicago.
In North Chicago befindet sich mit der Naval Station Great Lakes die zentrale Ausbildungsstätte der United States Navy.

## Geografie
North Chicago liegt am Michigansee im nördlichen Vorortbereich von Chicago auf 42°19′20″ nördlicher Breite und 87°51′16″ westlicher Länge und erstreckt sich über 20,46 km². Der Ort liegt in der Shields Township, reicht aber auch bis in die Waukegan und die Libertyville Township.
Benachbarte Orte von North Chicago sind Lake Bluff (an der südlichen Stadtgrenze), Green Oaks (an der südwestlichen Stadtgrenze), Park City (an der nordwestlichen Stadtgrenze) und Waukegan (an der nördlichen Stadtgrenze).
Das Stadtzentrum von Chicago befindet sich 61,9 km südlich, nach Rockford sind es 124 km in westlicher Richtung, Wisconsins Hauptstadt Madison liegt 186 km nordwestlich und nach Milwaukee sind es 88,9 km in nördlicher Richtung.

## Verkehr
Unweit des westlichen Stadtrandes von North Chicago verläuft die Interstate 94, die die schnellste Verbindung von Chicago nach Milwaukee bildet. Innerhalb des Stadtgebiets von North Chicago treffen der U.S. Highway 41 sowie die Illinois State Routes 43, 131 und 137 aufeinander. Alle weiteren Straßen sind untergeordnete Fahrwege sowie innerstädtische Verbindungsstraßen.
Mit der Union Pacific/North Line führt eine Linie der METRA, einem mit einer deutschen S-Bahn vergleichbaren Nahverkehrssystem des Großraums Chicago, durch das Zentrum von North Chicago. Innerhalb der Stadt existieren mit Great Lakes und North Chicago zwei Haltepunkte der METRA. Daneben existieren noch mehrere Eisenbahnlinie für den Güterverkehr der Union Pacific Railroad und der Canadian Pacific Railway.
Der O’Hare International Airport von Chicago befindet sich 49,9 km südlich von North Chicago.

## Demografische Daten
Nach der Volkszählung im Jahr 2010 lebten in North Chicago 32.574 Menschen in 7205 Haushalten. Die Bevölkerungsdichte betrug 1592,1 Einwohner pro Quadratkilometer. In den 7205 Haushalten lebten statistisch je 3,05 Personen. 
Ethnisch betrachtet setzte sich die Bevölkerung zusammen aus 47,9 Prozent Weißen, 29,9 Prozent Afroamerikanern, 0,7 Prozent amerikanischen Ureinwohnern, 3,8 Prozent Asiaten, 0,1 Prozent Polynesiern sowie anderen ethnischen Gruppen; 4,3 Prozent stammten von zwei oder mehr Ethnien ab. Unabhängig von der ethnischen Zugehörigkeit waren 27,2 Prozent der Bevölkerung spanischer oder lateinamerikanischer Abstammung. 
20,2 Prozent der Bevölkerung waren unter 18 Jahre alt, 75,5 Prozent waren zwischen 18 und 64 und 4,3 Prozent waren 65 Jahre oder älter. 39,5 Prozent der Bevölkerung war weiblich.

Das mittlere jährliche Einkommen eines Haushalts lag bei 43.499 USD. Das Pro-Kopf-Einkommen betrug 17.125 USD. 21,4 Prozent der Einwohner lebten unterhalb der Armutsgrenze.

## Persönlichkeiten
- Chaka Khan (* 1953), Soul- bzw. Pop-Sängerin